# Peter Baum (Schriftsteller)

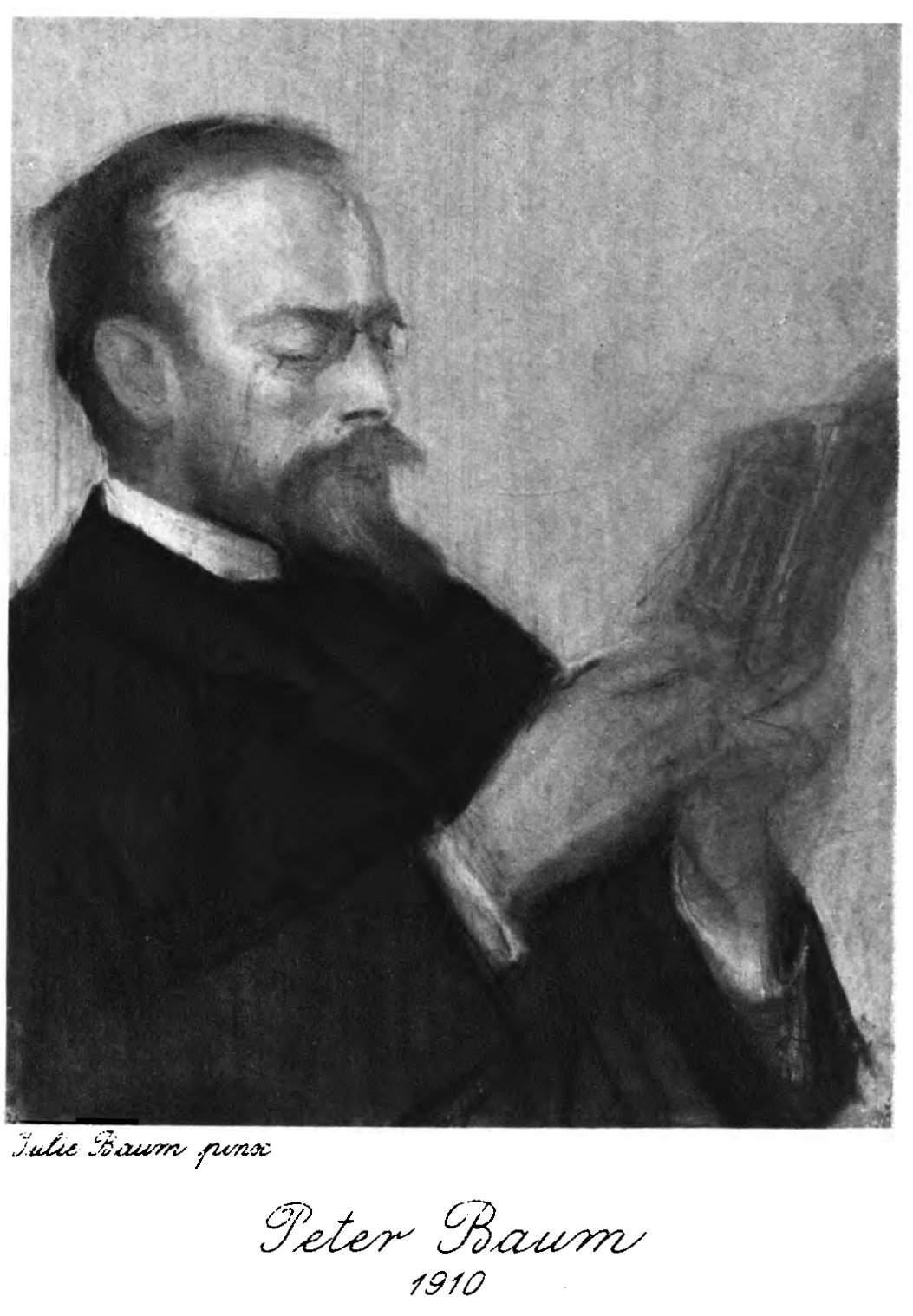
Peter Baum

Peter Baum (* 30. September 1869 in Elberfeld (heute Stadtteil von Wuppertal); † 6. Juni 1916 bei Keckau/Riga) war ein deutscher Schriftsteller.

## Leben
Peter Baum entstammte einer Fabrikantenfamilie Hugo Baum. Nach dem Besuch von Realgymnasien in Elberfeld und Heidelberg begann er eine kaufmännische Lehre, die er jedoch abbrach. Er wurde Teilhaber einer kleinen Leipziger Buchhandlung. Danach ging er nach Berlin, wo er an der Friedrich-Wilhelms-Universität Vorlesungen in Kunst und Literatur hörte. In Berlin gehörte er von 1892 bis zur Auflösung des Dichtervereins 1898 dem Tunnel über der Spree an.
Seit 1898 stand Baum in Verbindung zum Autorenkreis um Peter Hille. Eine Freundschaft verband ihn mit Herwarth Walden, an dessen Zeitschrift „Der Sturm“ er mitwirkte. Baum war Mitglied der lebensreformerischen Vereinigung „Die Kommenden“ und stand der „Neuen Gemeinschaft“ nahe. Er galt als engster Vertrauter von Else Lasker-Schüler. Nach der Scheidung seiner ersten Ehe mit Johanna Mathilde Stivarius im Jahre 1913 war er mit der Künstlerin Jenny Boese verheiratet. Peter Baum, der sich zu Beginn des Ersten Weltkrieges als Freiwilliger gemeldet hatte, fiel 1916 im Baltikum.
Peter Baums Werk, das stilistisch dem Frühexpressionismus zugerechnet wird, umfasst Romane, Erzählungen sowie Gedichte.

## Werke
- Der Geisterseher [Versepos]. G. Bohres Verlag, Berlin 1894. 22 S.
- Gott – und die Träume. Axel Juncker Verlag, Berlin 1902. 111 S. mit Buchschmuck von Th. Schinkel.
- Spuk. Concordia Deutsche Verlags-Anstalt, Berlin 1905
- Im alten Schloß. Paul Cassirer Verlag, Berlin 1908, DNB 994079966
- Kammermusik. Ein Rokokoroman. Hyperionverlag, Berlin 1914, DNB 579147886
- Kyland (= Sturm-Bücher, Band XIII). Verlag Der Sturm, Berlin 1916
- Schützengrabenverse. Verlag Der Sturm, Berlin 1916, DNB 1314494058 (Digitalisat der Universitäts- und Landesbibliothek Düsseldorf)
- Gesammelte Werke, Ernst Rowohlt Verlag, Berlin 1920, Band 1: DNB 1000459608, Band 2: DNB 1000459640